# Urad
Urad, německy Aurith, je vesnice v gmině Cybinka v okrese Słubice v Lubušském vojvodství v západním Polsku. Nachází se na pravém břehu řeky Odry u polsko-německé státní hranice v geomorfologických celcích Dolina Środkowej Odry a Równina Torzymska v Lubušsku.

## Historie a popis
Do roku 1945 tvořily Urad, a na opačném břehu řeky, Aurith (Zemský okres Odra-Spréva, Německo) jednu obec. Podobně jako v minulosti jsou obě části spojeny přívozem. Po vystěhování německého obyvatelstva, získala dne 12. listopadu 1946 název Urad. V letech 1975-1998 byl Urad administrativně součástí Zelenohorského vojvodství (Województwo Zielonogórskie). Je zde zřízeno sołectwo. V roce 2021 zde trvale žilo 410 lidí.

### Rozhledna
Rozhledna v Uradu (Wieża widokowa w Uradzie) je postavena na břehu Odry a má výšku 30 m.

## Doprava
Hlavní silniční tahy jsou Droga krajowa nr 29 vedoucí ze Słubic do Zelené Hory a Droga wojewódzka nr 134. Je zde také zřízena autobusová doprava a lodní trajektová doprava do Německa.

## Další informace
Přes Urad vede dálková cyklistická trasa Szlak Zielona Odra podél řeky Odry.

## Galerie

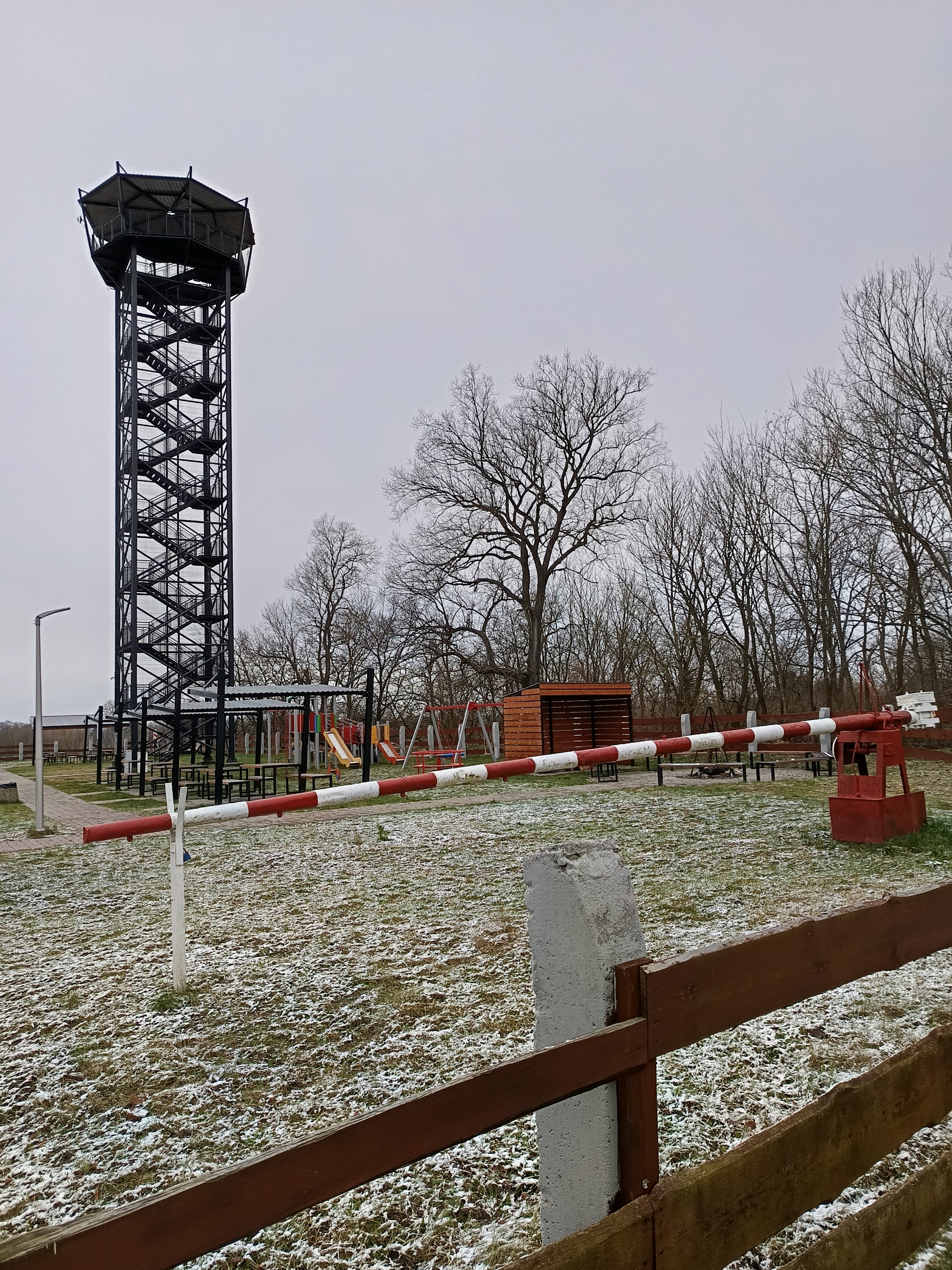
Rozhledna v Uradu
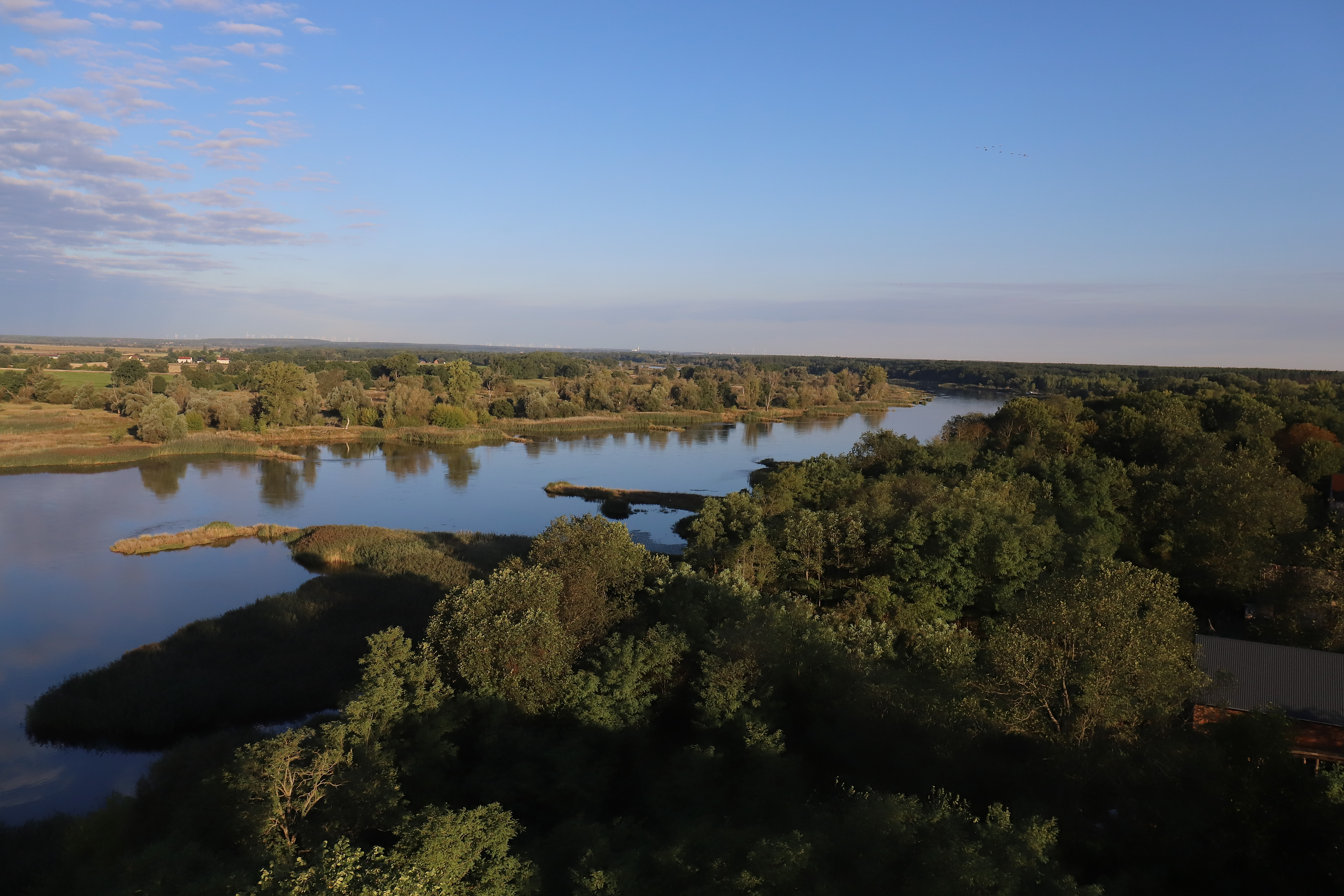
Letní výhled z rozhledny v Uradu
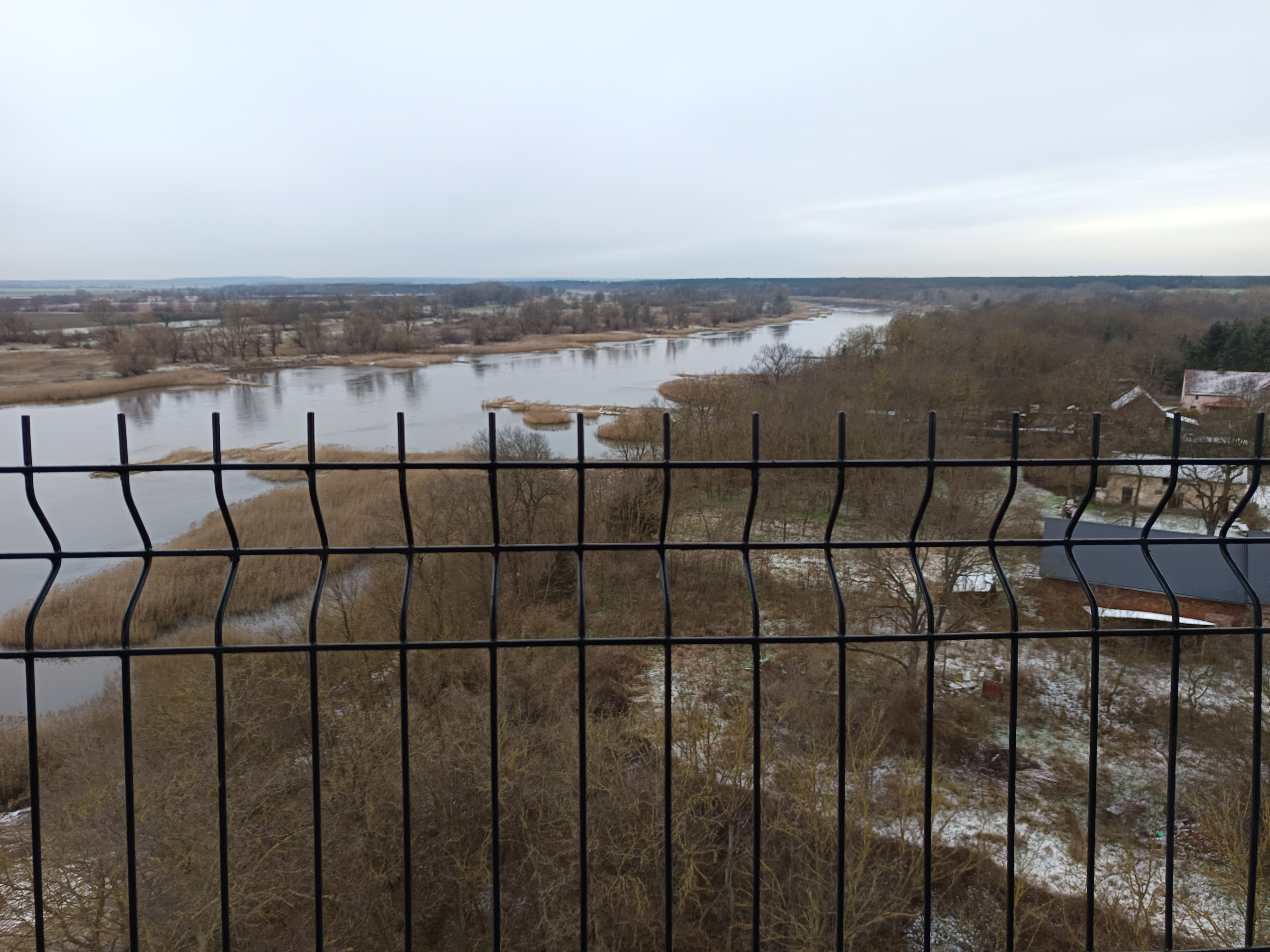
Zimní výhled z rozhledny v Uradu
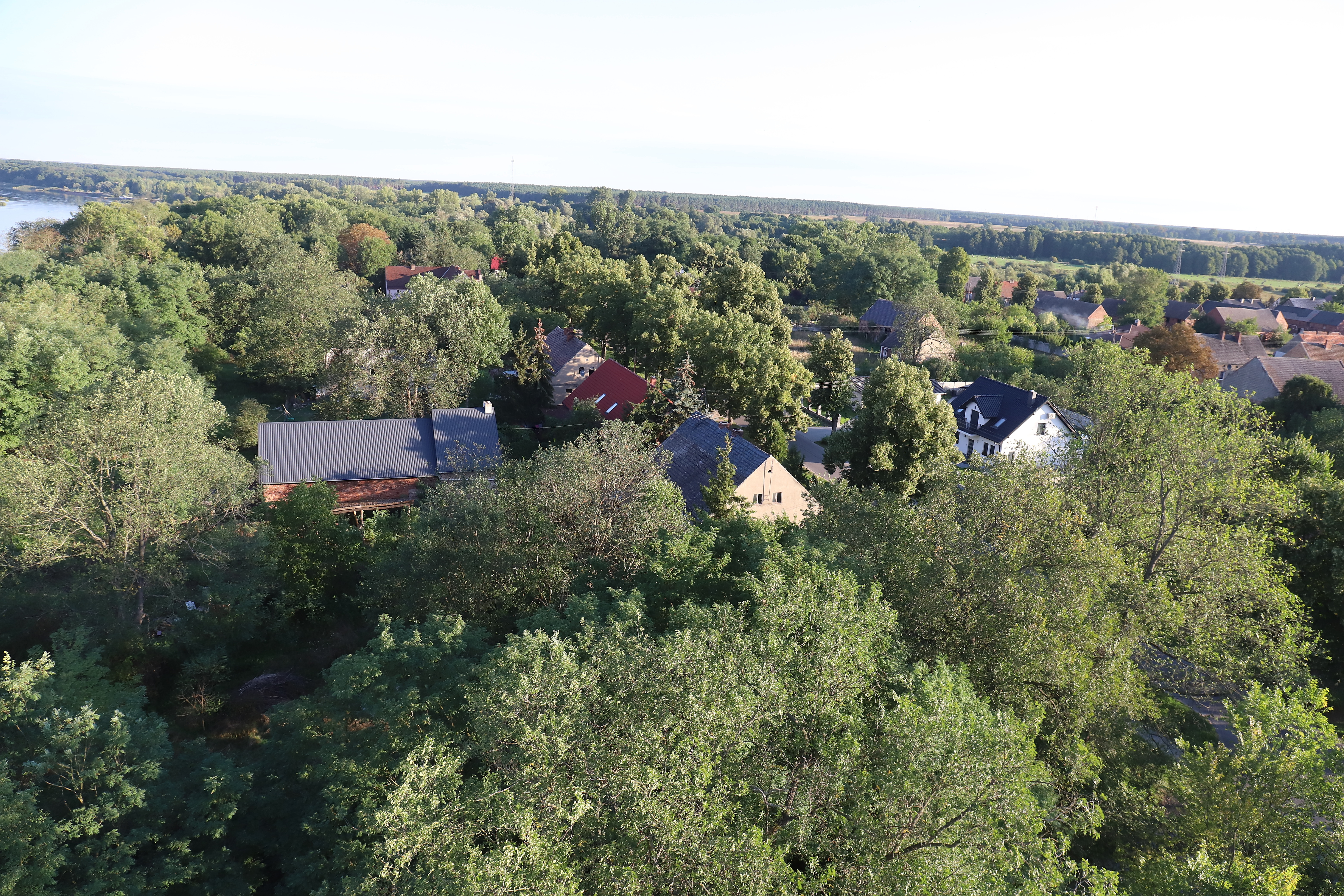
Podzimní výhled z rozhledny v Uradu
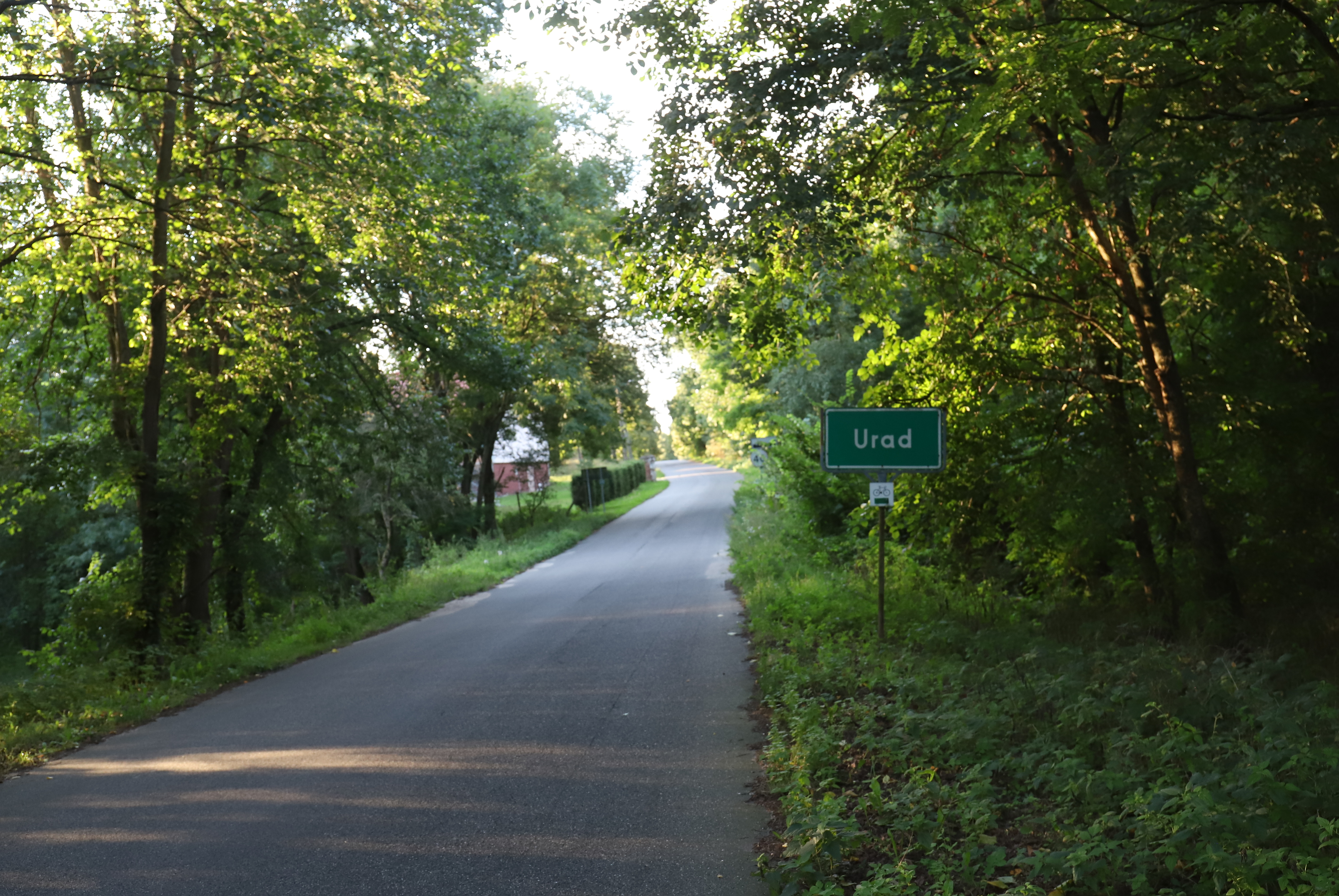
Silniční vjezd do vesnice
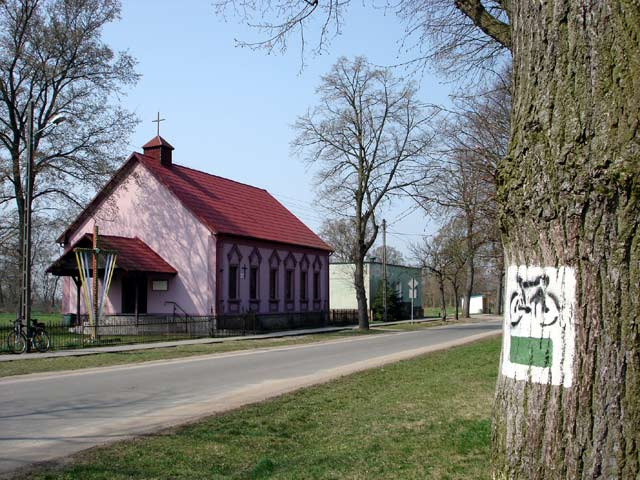
Szlak Zielona Odra
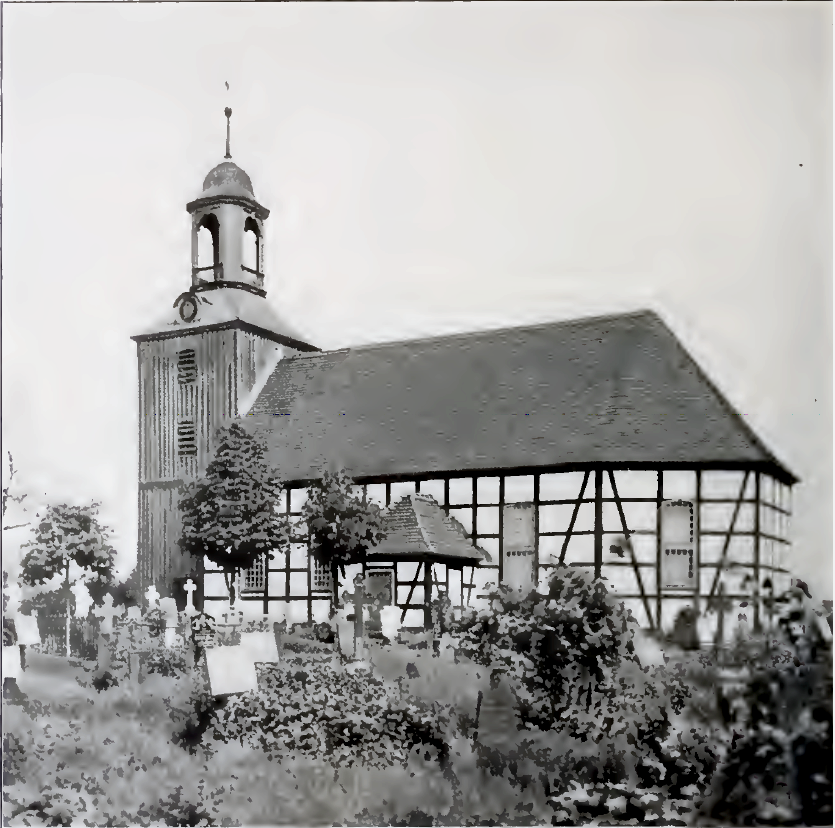
Kostel v roce 1913